# Offenberg
Offenberg ist eine Gemeinde im niederbayerischen Landkreis Deggendorf. Gemeindesitz ist Neuhausen.

## Geografie

### Lage
Die Gemeinde mit den Gemarkungen Buchberg, Offenberg und Penzenried liegt an der Donau und in der Region Donau-Wald.

### Gemeindegliederung
Es gibt 39 Gemeindeteile (in Klammern ist der Siedlungstyp angegeben):
- Arndorf (Einöde)
- Aschenau (Kirchdorf)
- Buchberg (Kirchdorf)
- Dammersbach (Weiler)
- Edenau (Einöde)
- Einöd (Weiler)
- Finsing (Dorf)
- Friedrichsried (Weiler)
- Fuchsbühl (Weiler)
- Haidmühle (Einöde)
- Harreck (Einöde)
- Hartham (Einöde)
- Himmelberg (Schloss)
- Hötzmann (Einöde)
- Hubing (Dorf)
- Irlach (Einöde)
- Kapfelberg (Dorf)
- Kleinschwarzach (Dorf)
- Kronwinkling (Weiler)
- Laubberg (Weiler)
- Laufmühle (Einöde)
- Löchelsau (Einöde)
- Maiberg (Weiler)
- Mösl (Weiler)
- Nassau (Weiler)
- Neuhausen (Pfarrdorf)
- Oberried (Weiler)
- Offenberg (Dorf)
- Penzenried (Dorf)
- Pilling (Weiler)
- Prell (Einöde)
- Runst (Einöde)
- Stegertswörth (Weiler)
- Stimmberg (Weiler)
- Unterried (Weiler)
- Weingarten (Einöde)
- Wildenforst (Einöde)
- Wolfstein (Dorf)
- Zieglstadl (Weiler)

## Geschichte

### Bis zur Gemeindegründung
Manche Teile der Gemeinde, wie Kleinschwarzach und Hötzmann sollen schon von den Kelten besiedelt worden sein. Die neuzeitliche Geschichte beginnt mit der Gründung des Ortsteils Neuhausen durch Mönche des nahe gelegenen Klosters Metten im 9. oder 10. Jahrhundert.
Offenberg gehörte lange den Grafen von Königsfeld. Der Ort war Teil des Kurfürstentums Bayern und bildete eine geschlossene Hofmark, deren Sitz Schloss Offenberg war. Im Zuge der Verwaltungsreformen in Bayern entstand mit dem Gemeindeedikt von 1818 die Gemeinde Offenberg.

### Verwaltungsgemeinschaft
Die am 1. Mai 1978 gegründete Verwaltungsgemeinschaft mit dem Markt Metten wurde zum 1. Januar 1980 aufgelöst.

### Eingemeindungen
Im Zuge der Gebietsreform in Bayern wurde am 1. Juli 1973 die Gemeinde Penzenried eingegliedert. Am 1. Mai 1978 kam Buchberg hinzu.

### Einwohnerentwicklung
Im Zeitraum 1988 bis 2018 wuchs die Gemeinde von 2845 auf 3385 um 540 Einwohner bzw. um 19 %. Der größte Gemeindeteil der Gemeinde ist Neuhausen mit 1878 Einwohnern am 31. Dezember 2012.
Einwohnerentwicklung in Offenberg

## Politik

### Bürgermeister
Erster Bürgermeister ist seit 1. Mai 2014 ist Hans-Jürgen Fischer, CSU. Stellvertreter sind Karl Mühlbauer und Christian Holmer, beide ebenfalls CSU.
Bei den Kommunalwahlen am 16. März 2014 erreichte der von 2002 bis 2014 amtierende Bürgermeister Nikolaus Walther (SPD/Fr. Wähler Off., Buch., Penz.) 39,9 %, seine Gegenkandidaten Hans-Jürgen Fischer (CSU) 40,7 %, Josef Stündler (JWG) 12,69 % und Hans Groitl (FWG) 6,69 %. In der damit erforderlichen Stichwahl am 30. März 2014 wurde CSU-Kandidat Hans-Jürgen Fischer mit 53,2 % der Stimmen bei 77,1 % Wahlbeteiligung zum ersten Bürgermeister gewählt.
Bei den Kommunalwahlen am 15. März 2020 wurde Fischer im ersten Wahlgang mit 75,23 Prozent zum 1. Bürgermeister wiedergewählt.

### Gemeinderat
Die Kommunalwahl am 15. März 2020 ergab folgende Sitzverteilung (mit Vergleichszahlen der vorigen Wahl):
|      | CSU | Pro Offenberg / SEO | Junge Liste | JWG | FWG | Junge Offenberger | GRÜNE | SPD | CWG | Gesamt |
| 2020 | 7   | 3                   | 2           | 1   | 1   | 1                 | 1     | –   | –   | 16     |
| 2014 | 6   | 2                   | 1           | 2   | 1   | –                 | –     | 3   | 1   | 16     |

### Steuern und Finanzen
Die Gemeinde ist seit 10. Oktober 2007 schuldenfrei.

### Bürgerentscheid
Am 5. November 2017 wurde in einem Bürgerentscheid mit 80,8 Prozent der abgegebenen Stimmen für die Erweiterung des Gewerbegebiets Wolfstein gestimmt. Die Bürgerinitiative zur Verhinderung des Gewerbegebiets Wolfstein II erhielt 27,4 Prozent der Stimmen, dies bei einer Wahlbeteiligung von 61,2 Prozent.

### Wappen
| Wappen der Gemeinde Offenberg | Blasonierung: „In Silber über rotem Zinnenschildfuß eine dreilatzige rote Fahne mit goldenen Fransen und drei goldenen Ringen.“ |
| Wappen der Gemeinde Offenberg | Wappenbegründung: Der Zinnenschildfuß soll allgemein die Bedeutung des Schlosses und der Hofmark Offenberg für die Geschichte der Gemeinde unterstreichen. Die dreilatzige Fahne ist dem Wappen von Graf Anton von Montfort entnommen, der von 1688 bis 1724 Inhaber der Hofmark Offenberg war und das Schloss erbauen ließ, das noch heute das Ortsbild bestimmt. Die dreilatzige Fahne findet sich auch als Wappen in dem von Michael Wening angefertigten Kupferstich des Schlosses und ist damit im Bewusstsein der Bevölkerung seit langem verankert. Das Wappen wird seit 1982 geführt. |

### Gemeindepartnerschaften
- Italien: Offenberg unterhält seit 28. August 2004 eine Partnerschaft mit Roncone (seit 2016 Teil der Gemeinde Sella Giudicarie).[11]
- Deutschland: Offenberg ist mit der Gemeinde Hohenstein (Thüringen) eine Partnerschaft eingegangen.[12][13]

## Kultur und Sehenswürdigkeiten

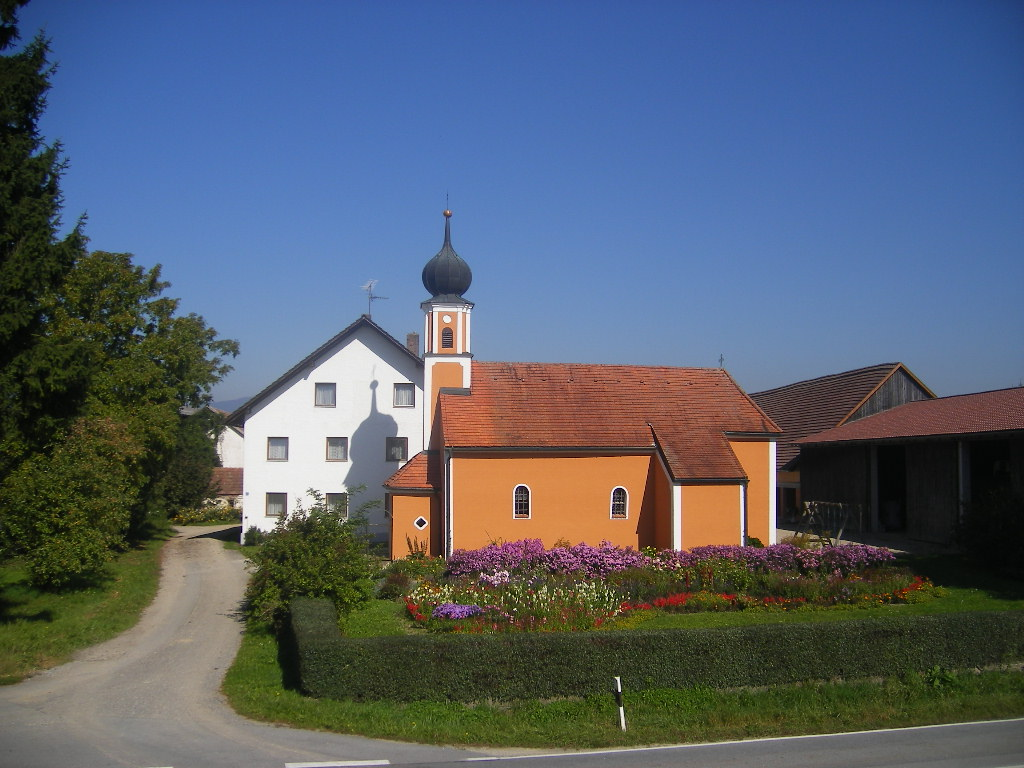
Die Dorfkirche Johannes der Täufer in Kleinschwarzach

### Bauwerke
Die Gemeinde Offenberg ist um kulturelle Vielseitigkeit bemüht. Davon zeugen die neu gestaltete Wolfsteiner Dorfmitte mit ihrem Stadl, das Schloss Offenberg mit seinem Marstall und das sogenannte Weiße Haus, ein lokales Kulturzentrum, in dem genauso wie im Zenger-Stadl regelmäßig Veranstaltungen wie Theateraufführungen und Musikdarbietungen stattfinden.
- Die spätgotische Pfarrkirche St. Vitus in Neuhausen wurde etwa 1450 bis 1500 erbaut. Der barocke Turm entstand ca. 1750, das nördliche Seitenschiff wurde um das Jahr 1875 erweitert.
- Die Expositurkirche Herz Jesu in Aschenau entstand 1886 bis 1887 im neugotischen Stil.
- Die Filialkirche St. Leonhard in Buchberg wurde um 1450 im romanischen Stil erbaut. Sie hat eine barocke Innenausstattung.
- Die romanische Dorfkirche Johannes der Täufer in Kleinschwarzach hat einen barocken Akanthus-Altar und alte Fresken im Altarbereich.
- Schloss Offenberg erhielt ab 1700 seine heutige Gestalt. Die barocke Schlosskapelle St. Georg wurde 1699 eingeweiht.
- Schloss Himmelberg wurde 1757 errichtet. Die Schlosskapelle Pauli Bekehrung besitzt eine reiche Ausstattung aus der Rokokozeit.

### Sport
In der Gemeinde gibt es zwei Fußballvereine: Den SV Neuhausen-Offenberg und den TSV Aschenau-Breitenhausen, wobei Breitenhausen zur Nachbargemeinde Mariaposching gehört.
Auch die Sportkegler vom SKC 77 Neuhausen und die Tennisspieler vom TC Neuhausen haben in den letzten Jahren schon etliche Meistertitel „eingefahren“. Das Gleiche gilt für die Sportschützen der drei Schützenvereine in der Gemeinde (Preller, Preller Alt und Bergeslust Buchberg).
Der EC Buchberg und der EC Wolfstein üben erfolgreich die bayerische Traditionssportart „Eisstockschießen“ aus.

## Wirtschaft und Infrastruktur
Laut amtlicher Statistik gab es 2019 im Bereich der Land- und Forstwirtschaft vier, im produzierenden Gewerbe 706 und im Bereich Handel und Verkehr 54 sozialversicherungspflichtig Beschäftigte am Arbeitsort. In sonstigen Wirtschaftsbereichen waren am Arbeitsort 147 Personen sozialversicherungspflichtig beschäftigt. Sozialversicherungspflichtig Beschäftigte am Wohnort gab es insgesamt 1485. Im verarbeitenden Gewerbe gab es vier Betriebe, im Bauhauptgewerbe ebenfalls vier Betriebe. 2016 bestanden 42 landwirtschaftliche Betriebe mit einer landwirtschaftlich genutzten Fläche von 1438 Hektar und 472 Hektar Waldfläche.

### Verkehr

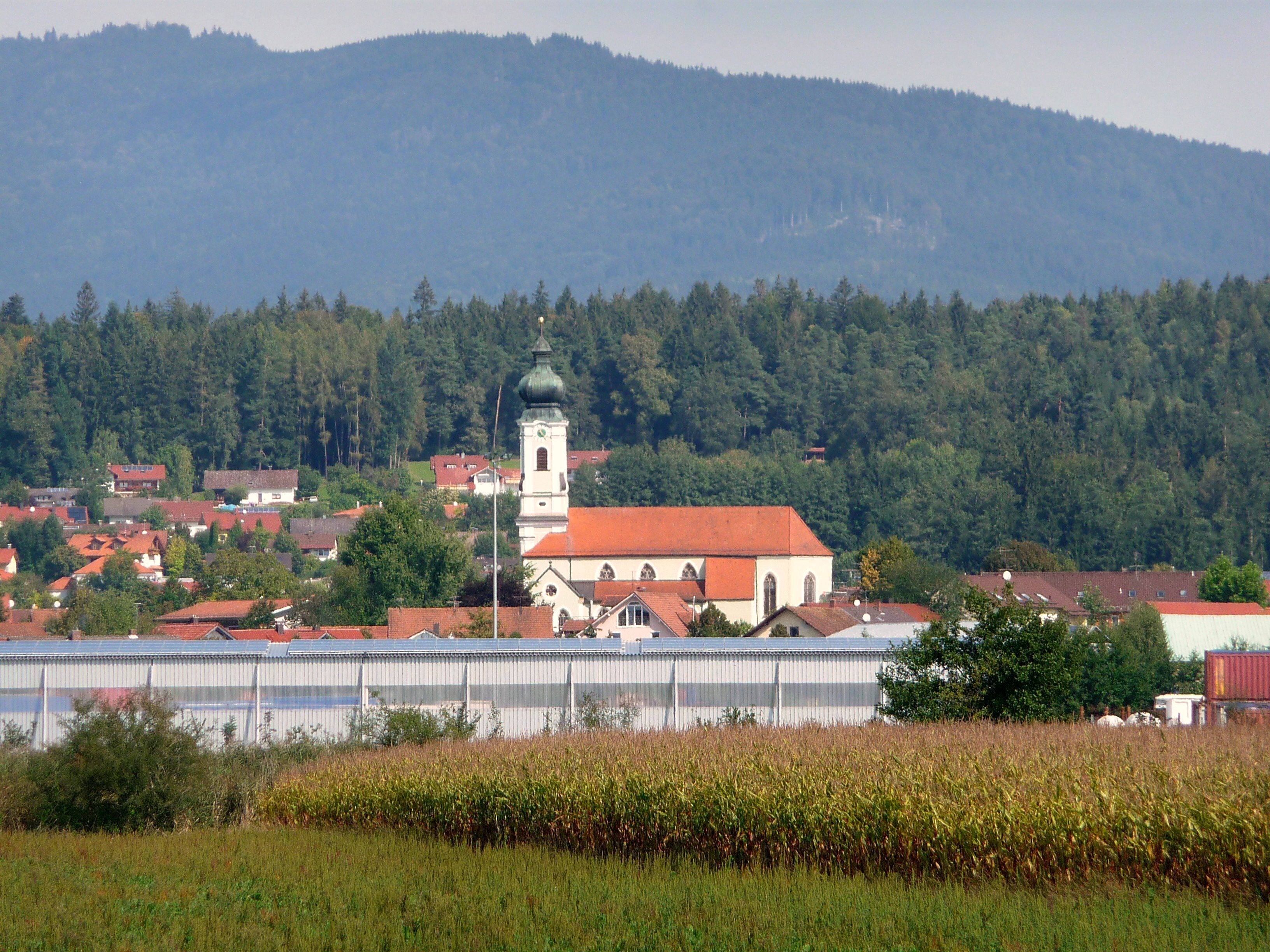
Blick auf Neuhausen mit der Pfarrkirche St. Vitus

Der Hauptort Neuhausen liegt nahe der Ausfahrt Metten/Neuhausen/Offenberg an der Autobahn A 3. Bis zum Autobahnkreuz Deggendorf mit Anbindung an die BAB nach München und Landshut beträgt die Entfernung etwa sieben Kilometer.

### Bildung
- 2020 wurden in Kinderbetreuungseinrichtungen 158 Kinder auf 153 genehmigten Plätzen betreut.
- Im Schuljahr 2019/20 gab es in der Grundschule Neuhausen acht Klassen und 148 Schüler.
- Im Gemeindeteil Neuhausen befindet sich die Musikwerkstatt Unisono.

### Feuerwehren
In der Gemeinde Offenberg gibt es insgesamt vier Freiwillige Feuerwehren: Neuhausen, Offenberg, Buchberg, Penzenried-Aschenau.

## Persönlichkeiten

### Söhne und Töchter der Gemeinde
- Wilhelm Schaus (1821–1892), deutschamerikanischer Kunsthändler, Galerist und Kunstsammler
- Josef II. Müller (1885–1954), Benediktiner, Abt der Abtei Michaelbeuern 1919–1924

### Mit der Gemeinde verbundene Persönlichkeiten
- Johann von Pronath (1757–1839), Verwaltungsbeamter und Politiker